# Cythereis angulata
Cythereis angulata är en kräftdjursart som beskrevs av Georg Ossian Sars 1928. Cythereis angulata ingår i släktet Cythereis och familjen Trachyleberididae. Inga underarter finns listade i Catalogue of Life.